# 11336 Piranesi
11336 Piranesi eller 1996 NS3 är en asteroid i huvudbältet som upptäcktes den 14 juli 1996 av den belgiske astronomen Eric W. Elst vid La Silla-observatoriet. Den är uppkallad efter den italienske konstnären Giovanni Battista Piranesi.
Asteroiden har en diameter på ungefär 3 kilometer.